# Ueli Christen

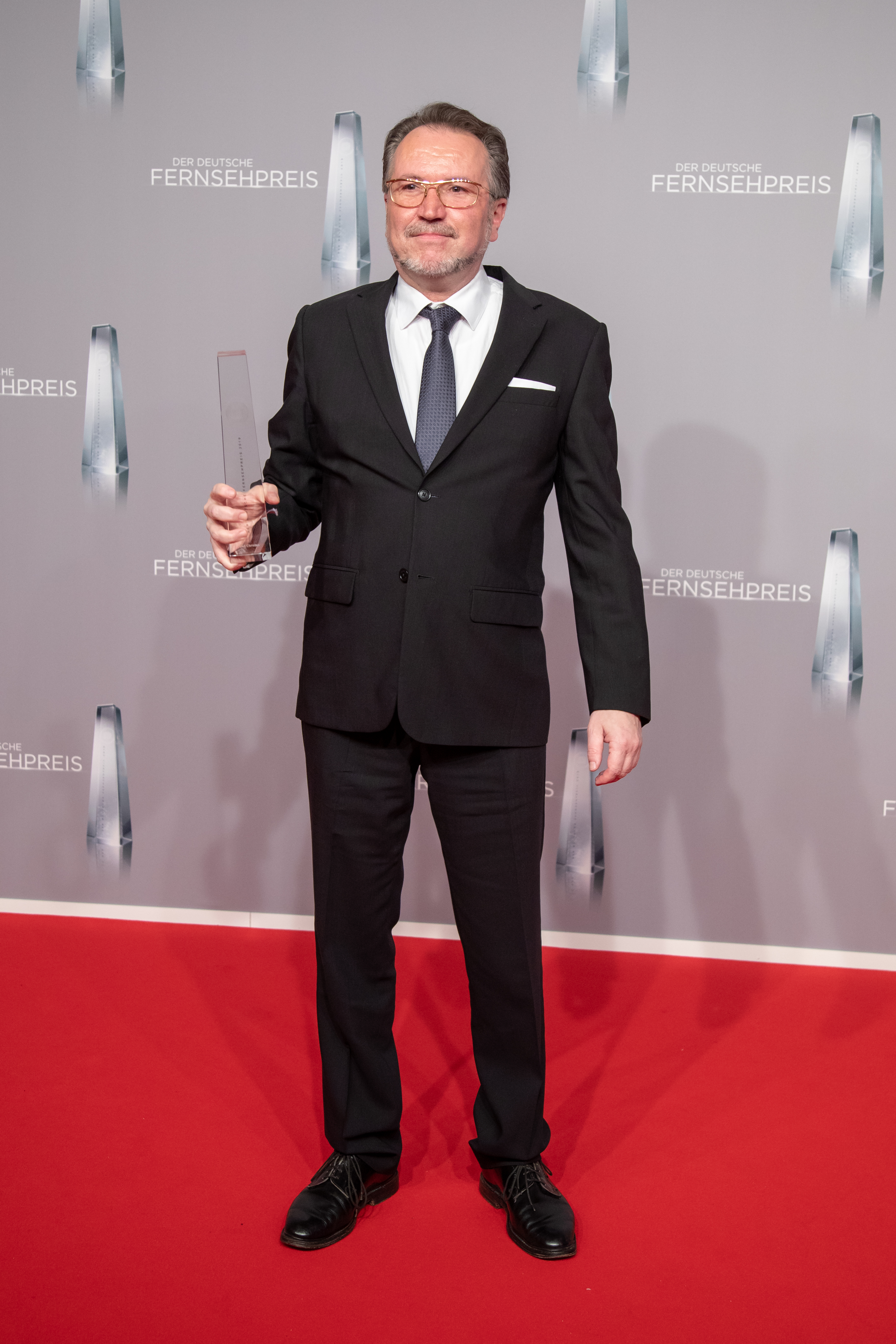
Ueli Christen mit dem Deutschen Fernsehpreis 2019

Ueli Christen (* 21. April 1962 in Luzern) ist ein aus der Schweiz stammender, in München lebender Filmeditor.
Christen studierte ab 1983 an der Hochschule für Fernsehen und Film München. Sein Schaffen umfasst mehr als 50 Film- und Fernsehproduktionen.
Für den Schnitt von Dennis Gansels Film Die Welle wurde er 2008 in der Kategorie Bester Schnitt für den Deutschen Filmpreis nominiert. Eine weitere Nominierung erhielt er 2011 für Wir sind die Nacht.
Für den Deutschen Fernsehpreis 2019 wurde er gemeinsam mit Karin Hartusch in der Kategorie Bester Schnitt für Das Boot nominiert, außerdem als alleiniger Editor für Gladbeck, wofür er mit dem Preis ausgezeichnet wurde.
Christen ist Mitglied der Deutschen Filmakademie.

## Filmografie (Auswahl)
- 1991: Der gute Kurt
- 1992: Kleine Haie
- 1992: Tatort: Unversöhnlich
- 1992: Tatort: Tod eines Wachmanns
- 1993: Neues Deutschland (Segment Ein Ort, ein Selbstmord)
- 1994: Der bewegte Mann
- 1994: Die Schamlosen (Fernsehfilm)
- 1994: High Crusade – Frikassee im Weltraum
- 1996: Das Superweib
- 1997: Die Apothekerin
- 1997: Harald – Der Chaot aus dem Weltall
- 1998: Meschugge
- 1998: Der Campus
- 1999: Long Hello & Short Goodbye
- 2000: Anatomie
- 2000: Kalt ist der Abendhauch
- 2001: Boran
- 2002: Knallharte Jungs
- 2002: Und die Braut wusste von nichts (Fernsehfilm)
- 2003: Das Wunder von Bern
- 2004: Der Wixxer
- 2004: Die Kirschenkönigin
- 2004: Germanikus
- 2005: Der Schatz der weißen Falken
- 2006: Auf ewig und einen Tag
- 2006: Vier Töchter
- 2006: Leo
- 2007: Die drei ??? – Das Geheimnis der Geisterinsel
- 2007: Kein Bund fürs Leben
- 2007: Tatort: Macht der Angst
- 2008: Die Welle
- 2009: Die drei ??? – Das verfluchte Schloss
- 2009: Vorstadtkrokodile
- 2010: Vorstadtkrokodile 2
- 2010: Wir sind die Nacht
- 2010: Wie ein Licht in der Nacht
- 2010: In aller Stille
- 2010: Sennentuntschi
- 2011: Wickie auf großer Fahrt
- 2011: Vorstadtkrokodile 3
- 2012: Omamamia
- 2012: Vatertage – Opa über Nacht
- 2013: Am Hang
- 2013: Da geht noch was
- 2014: Kommissarin Lucas – Der nette Herr Wong
- 2014: Kommissarin Lucas – Kettenreaktion
- 2015: Auf der Straße
- 2015: Die Kinder des Fechters (Miekkailija)
- 2016: Mechanic: Resurrection
- 2017: Whatever Happens
- 2018: Gladbeck
- 2018: Jim Knopf und Lukas der Lokomotivführer
- 2018, 2022: Das Boot (Fernsehserie, 7 Folgen)
- 2019: Eine ganz heiße Nummer 2.0
- 2020: Lindenberg! Mach dein Ding
- 2020: Jim Knopf und die Wilde 13
- 2020: Barbaren (Fernsehserie)
- 2023: Ein ganzes Leben
- 2024: Trapps Sommer (Fernsehfilm)
- 2025: Exterritorial